# Rozelieures
Rozelieures ist eine französische Gemeinde mit 183 Einwohnern (Stand 1. Januar 2022) im Département Meurthe-et-Moselle in der Region Grand Est (vor 2016 Lothringen). Sie gehört zum Arrondissement Lunéville und zum Kanton Lunéville-2.

## Geografie
Die Gemeinde liegt etwa 32 Kilometer südöstlich von Nancy im Süden des Départements Meurthe-et-Moselle. Nachbargemeinden sind Clayeures im Nordwesten und Norden, Moriviller im Norden, Remenoville im Nordosten und Osten, Vennezey im Südosten, Saint-Boingt im Süden, Saint-Rémy-aux-Bois im Südwesten sowie Borville im Westen. Der Fluss Euron durchquert Rozelieures und bildet streckenweise die Gemeindegrenze. Das einzige bedeutende Waldgebiet ist der Bois delà l’Eau ganz im Südwesten der Gemeinde.

## Geschichte
Die heutige Gemeinde wird 966 indirekt (Ecclesia Roserolis in comitatu Mortisna) in der lateinischen Form Roserolis erstmals in einem Dokument der Abtei Vergaville erwähnt. Eine erste französische Form taucht in einem Dokument als Rosereures im Jahr 1238 auf. Rozelieures gehörte historisch zur Vogtei (Bailliage) Rosières-aux-Salines und somit zum Herzogtum Lothringen, das 1766 an Frankreich fiel. Bis zur Französischen Revolution lag die Gemeinde dann im Grand-gouvernement de Lorraine-et-Barrois. In der Schlacht an der Trouée de Charmes im August 1914 wurde Rozelieures fast gänzlich zerstört. Von 1793 bis 1801 war die Gemeinde dem Distrikt Lunéville zugeteilt. Rozelieures war von 1793 bis 2015 Teil des Kantons Bayon ist seither im Kanton Lunéville-2 eingegliedert. Seit 1801 ist Rozelieures zudem dem Arrondissement Lunéville zugeordnet. Die Gemeinde lag bis 1871 im alten Département Meurt(h)e. Seither bildet sie einen Teil des Départements Meurthe-et-Moselle.

## Bevölkerungsentwicklung
| Jahr                       | 1793 | 1836 | 1911 | 1921 | 1962 | 1968 | 1975 | 1982 | 1990 | 1999 | 2007 | 2019 |
| Einwohner                  | 540  | 668  | 380  | 279  | 189  | 166  | 147  | 135  | 138  | 139  | 160  | 191  |
| Quellen: Cassini und INSEE |      |      |      |      |      |      |      |      |      |      |      |      |

## Verkehr
Rozelieures liegt weitab bedeutender Verkehrswege. Für den regionalen Verkehr ist die D22 wichtig, die durch das Dorf führt.

## Sehenswürdigkeiten
- Dorfkirche Saint-Martin aus dem 18. Jahrhundert
- Kapelle Sainte-Barbe
- Gedenkplatte für die Gefallenen[2]
- Nationalfriedhof (Nécropole) von Rozelieures[3]
- mehrere Wegkreuze in der Rue Haute und Rue de Remenonville
- Lavoir (Waschhaus)
- Dorfbrunnen

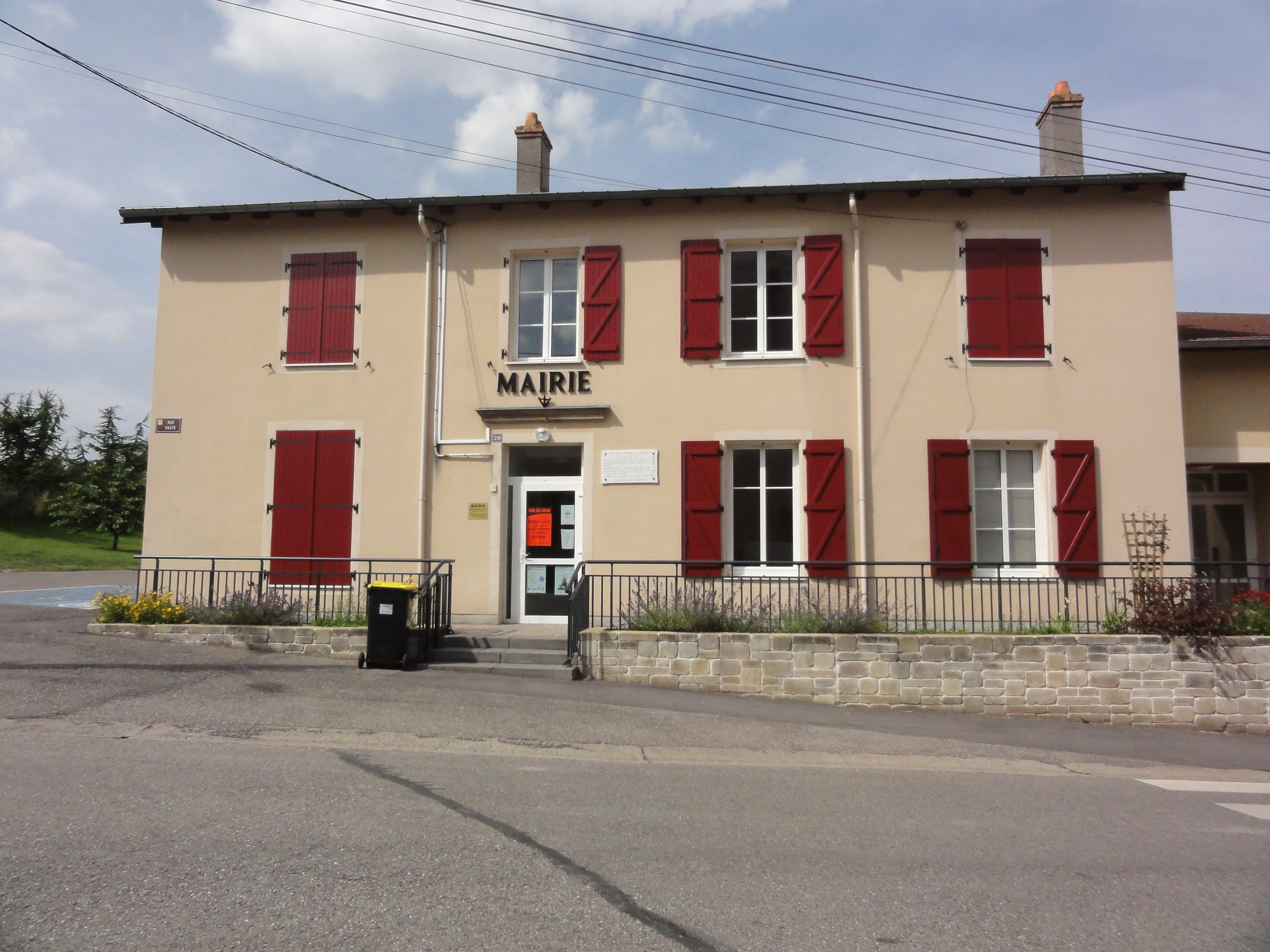
Rathaus (Mairie) von Rozelieures
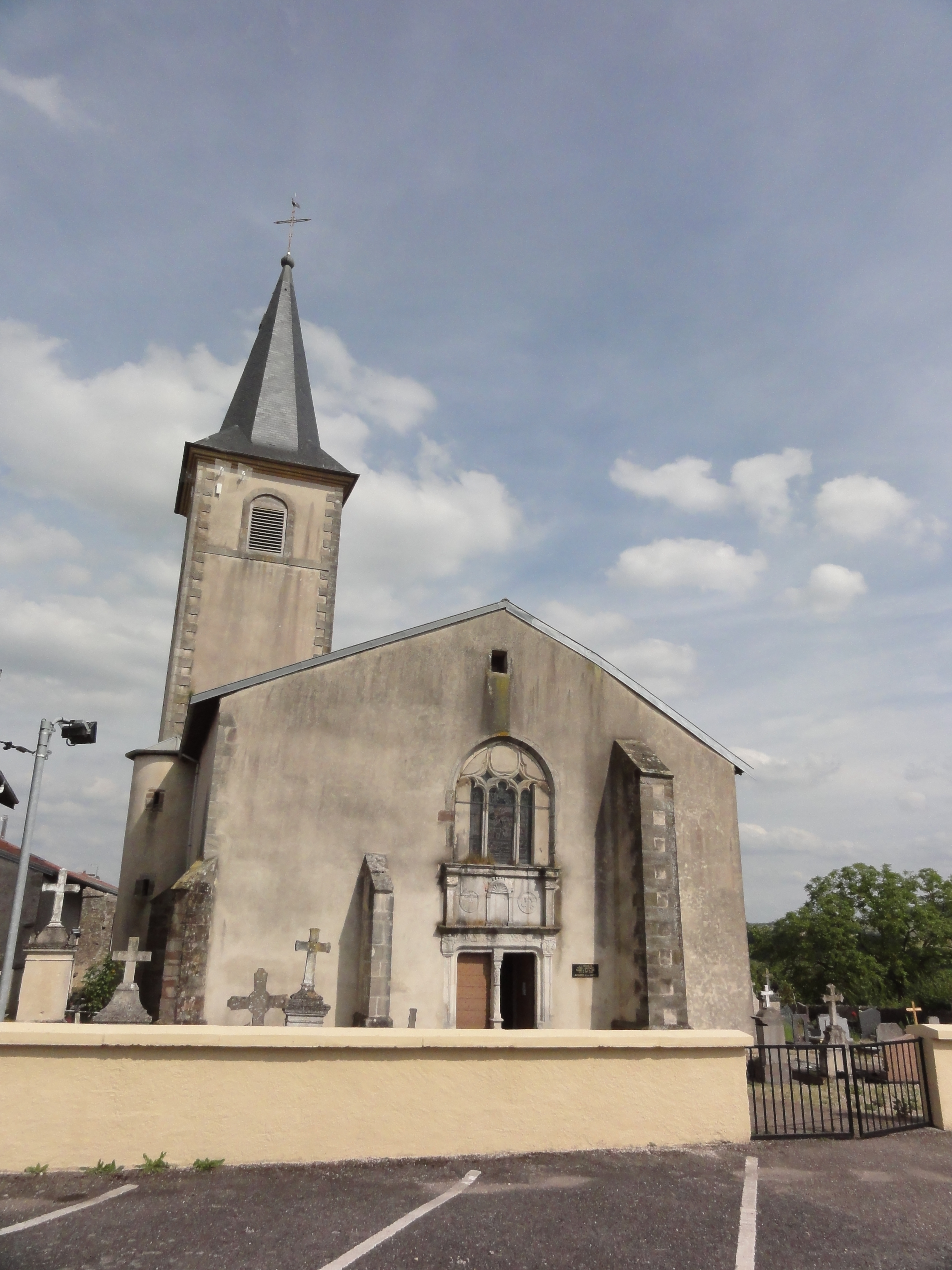
Dorfkirche Saint-Martin
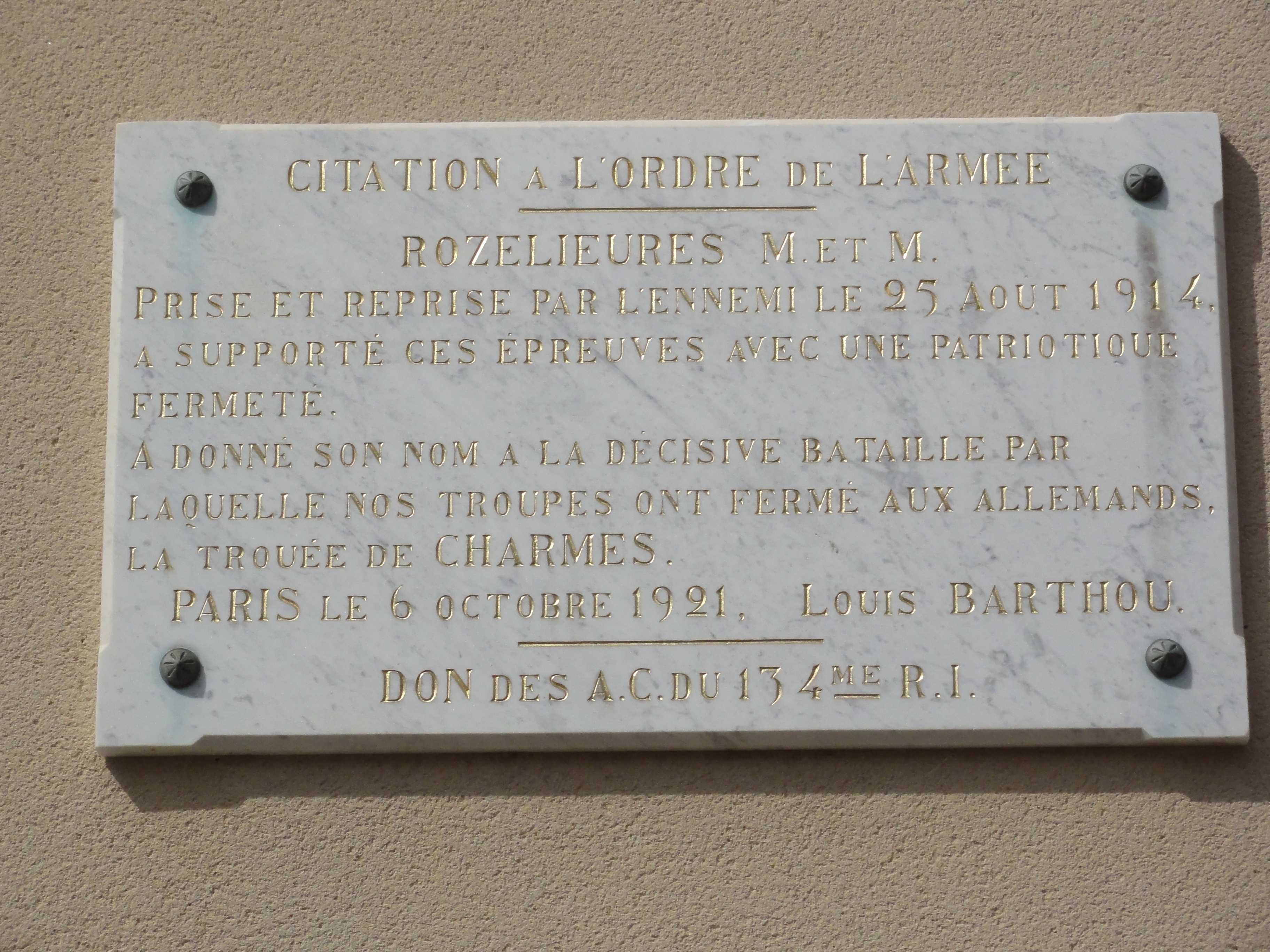
Gedenkplatte an den Ersten Weltkrieg
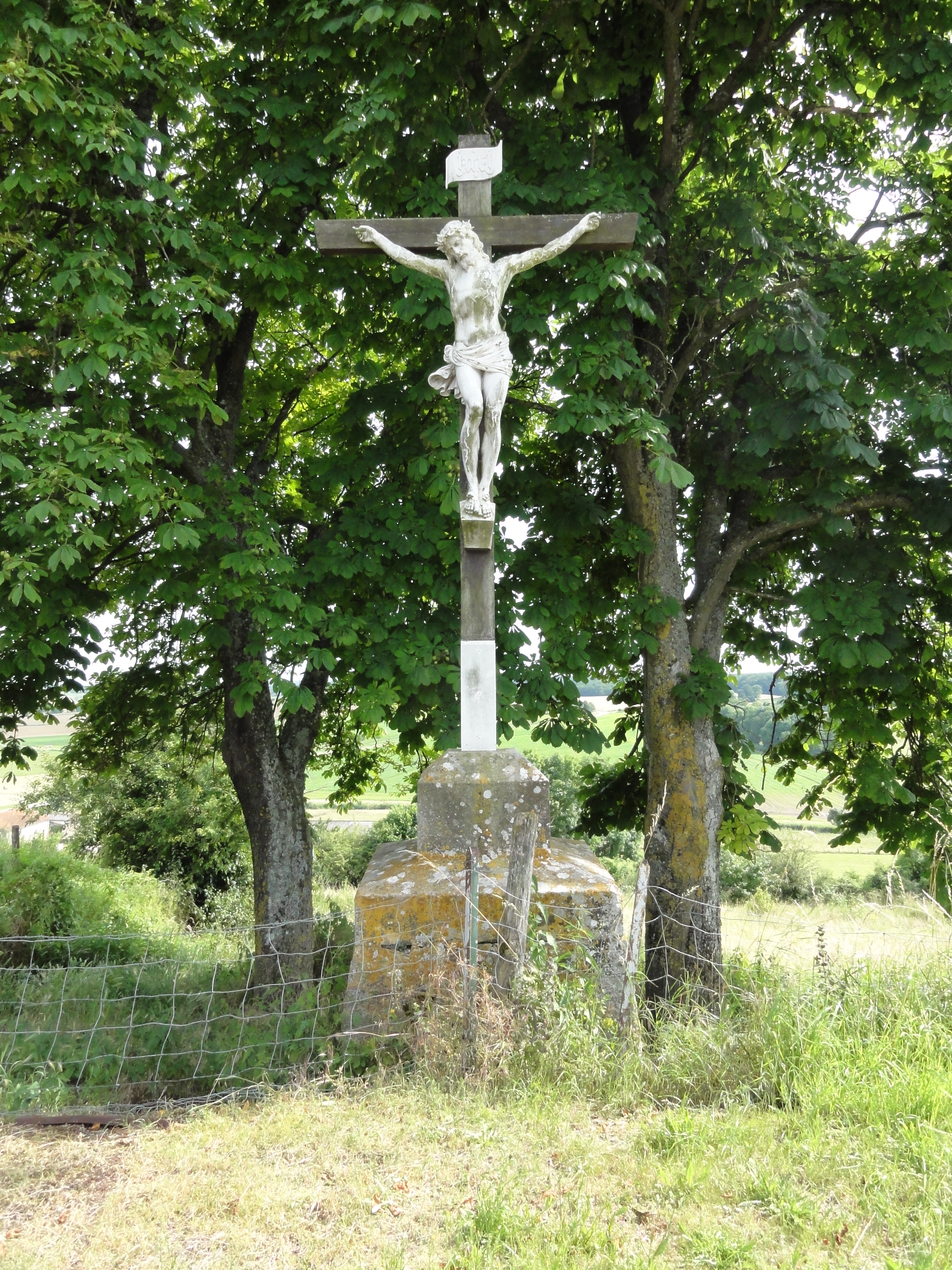
Eines der Wegkreuze
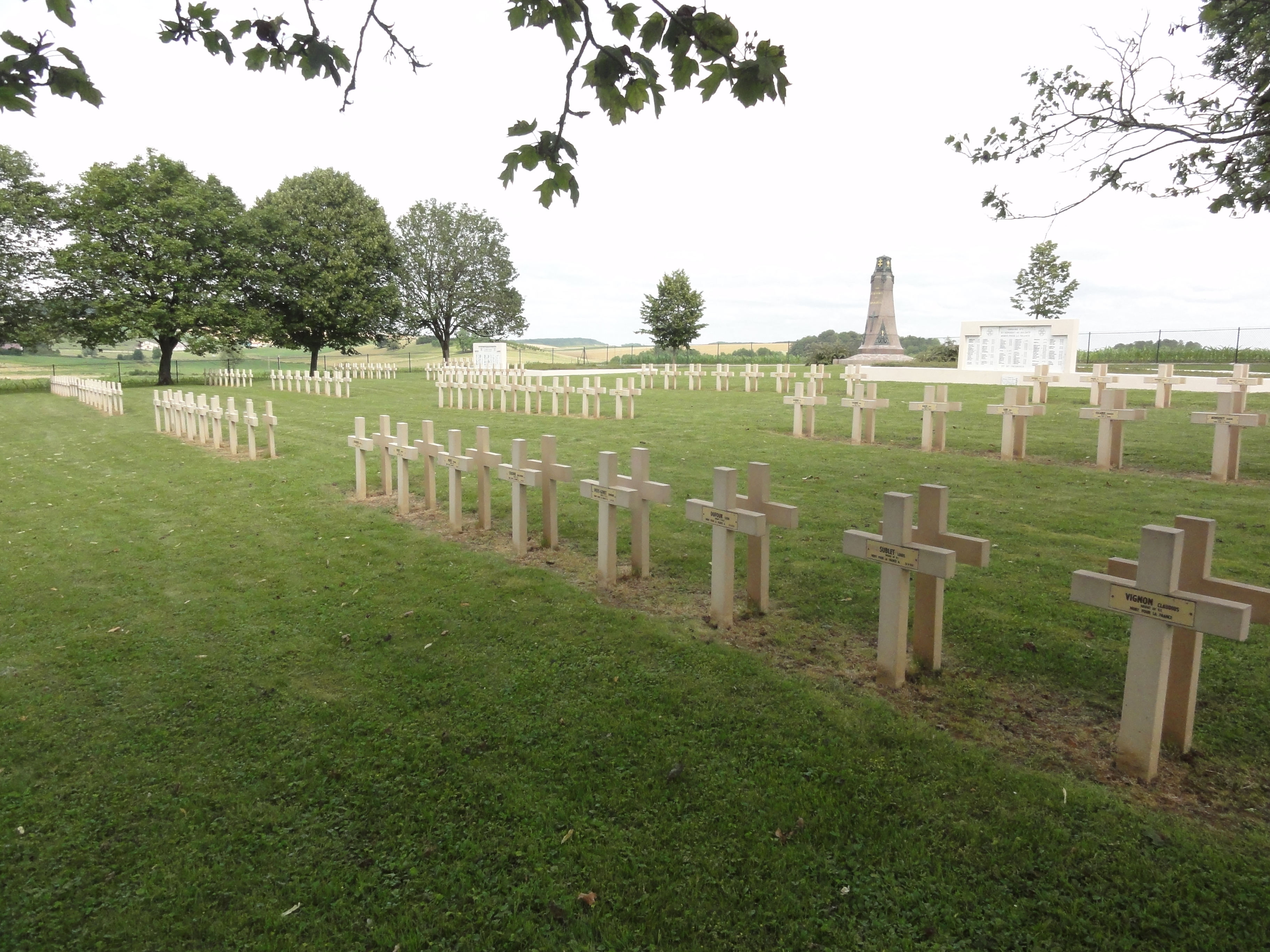
Nationalfriedhof (Nécropole) in Rozelieures
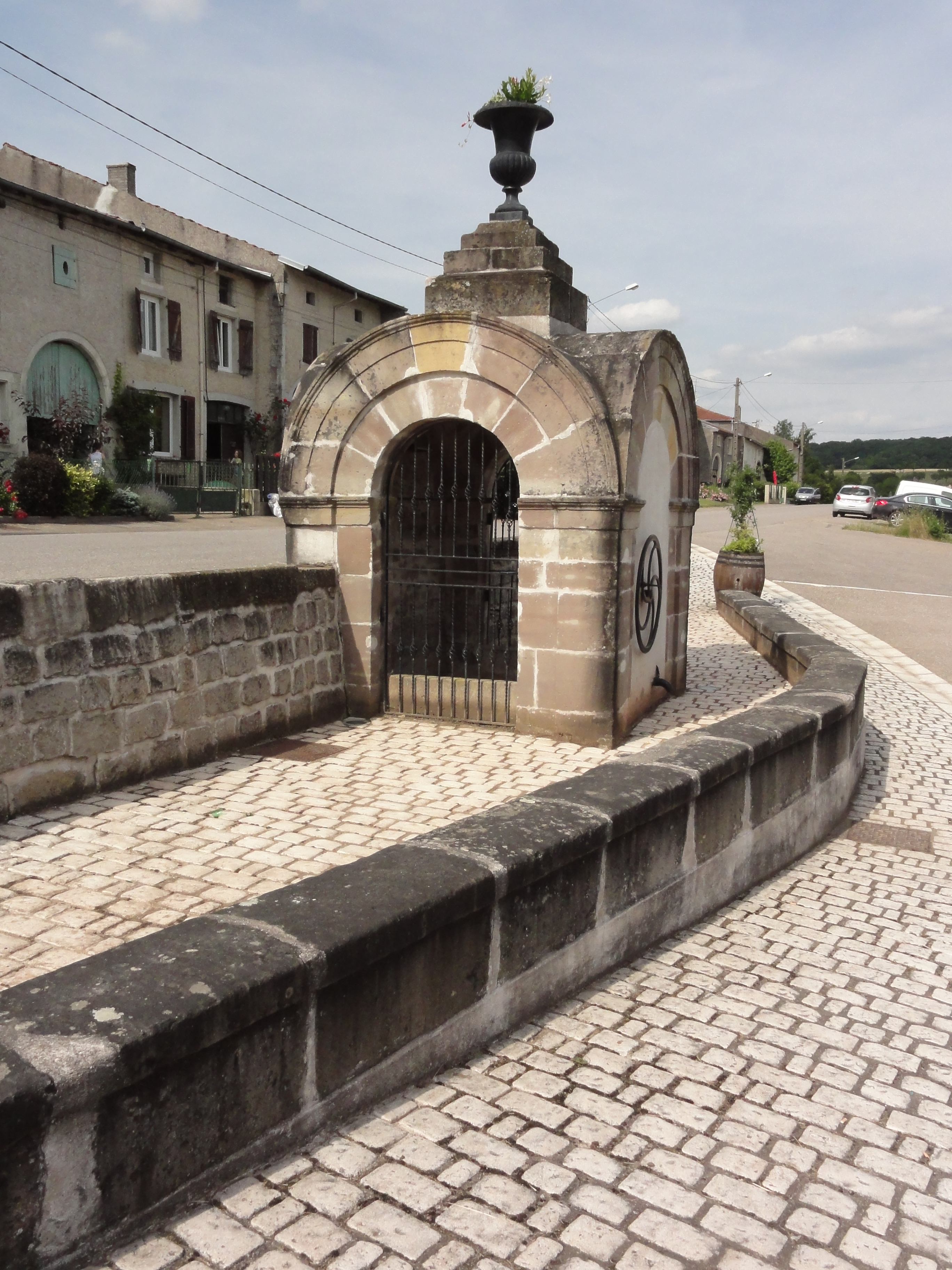
Dorfbrunnen
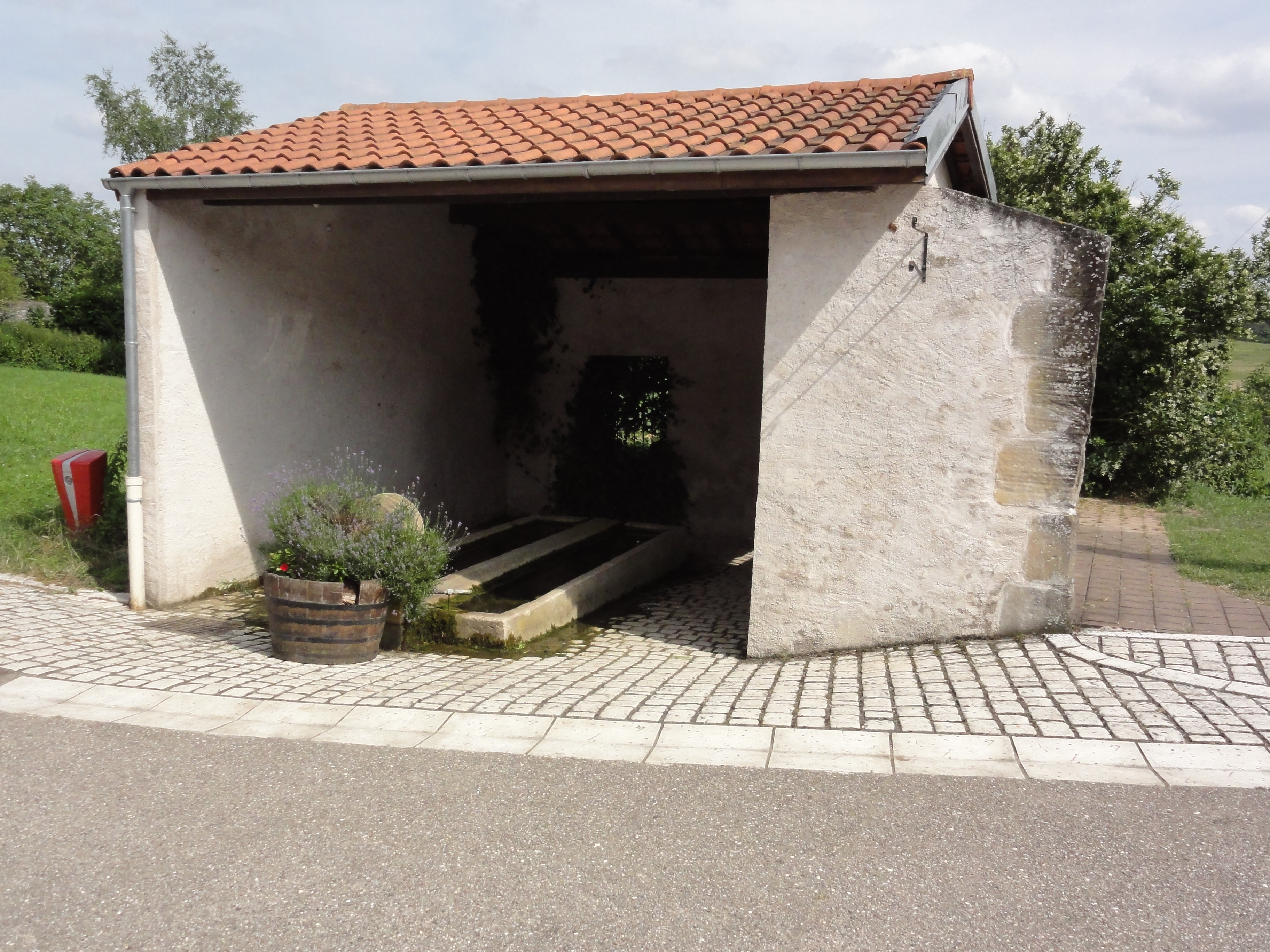
Lavoir von Rozelieures

## Persönlichkeiten
- Jean-Pierre Grallet (* 1941), Ordensgeistlicher und emeritierter römisch-katholischer Erzbischof von Straßburg